# مالا سینها
مالا سینها (انگلیسی: Mala Sinha؛ زادهٔ ۱۱ نوامبر ۱۹۳۶) یک هنرپیشه اهل هند است. وی بین سال‌های ۱۹۵۲ تا ۱۹۹۴ میلادی فعالیت می‌کرد.
او در فیلم های عشق در پاریس بازی کرده است.

## فیلم‌شناسی
فهرست برخی از فیلم‌هایی که مالا سینها در آن‌ها به ایفای نقش پرداخته است:
- روشنایی
- عشق در پاریس
- تقدیر
- بازی زندگی
- تشنه
- دوباره صبح خواهد شد
- وصال رادا
- دارماپوترا
- گل خاک
- پرورش
- من مست هستم
- بی‌سواد
- گل برای پوجا
- نیلا آکاش
- بهار هنوز هم فرا می‌رسد
- چشم‌ها
- چالش
- جهان طلایی
- داماد
- دلم دیوانه تو
- دو جوانه
- جهان آرا
- ازدواج عاشقانه
- خدای من
- پناه
- میل
- ثروت و دارایی